# فهرس قوائم البراكين

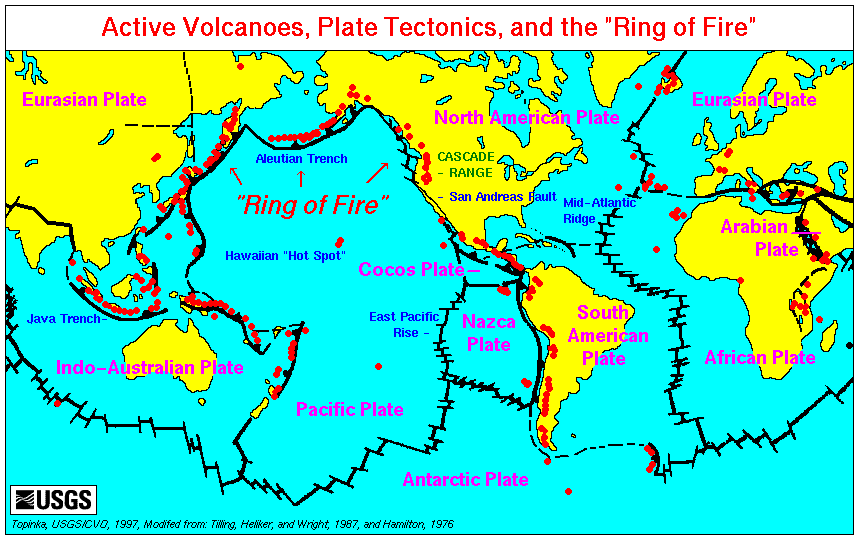
خريطة لحدود صفائح الأرض والبراكين النشطة

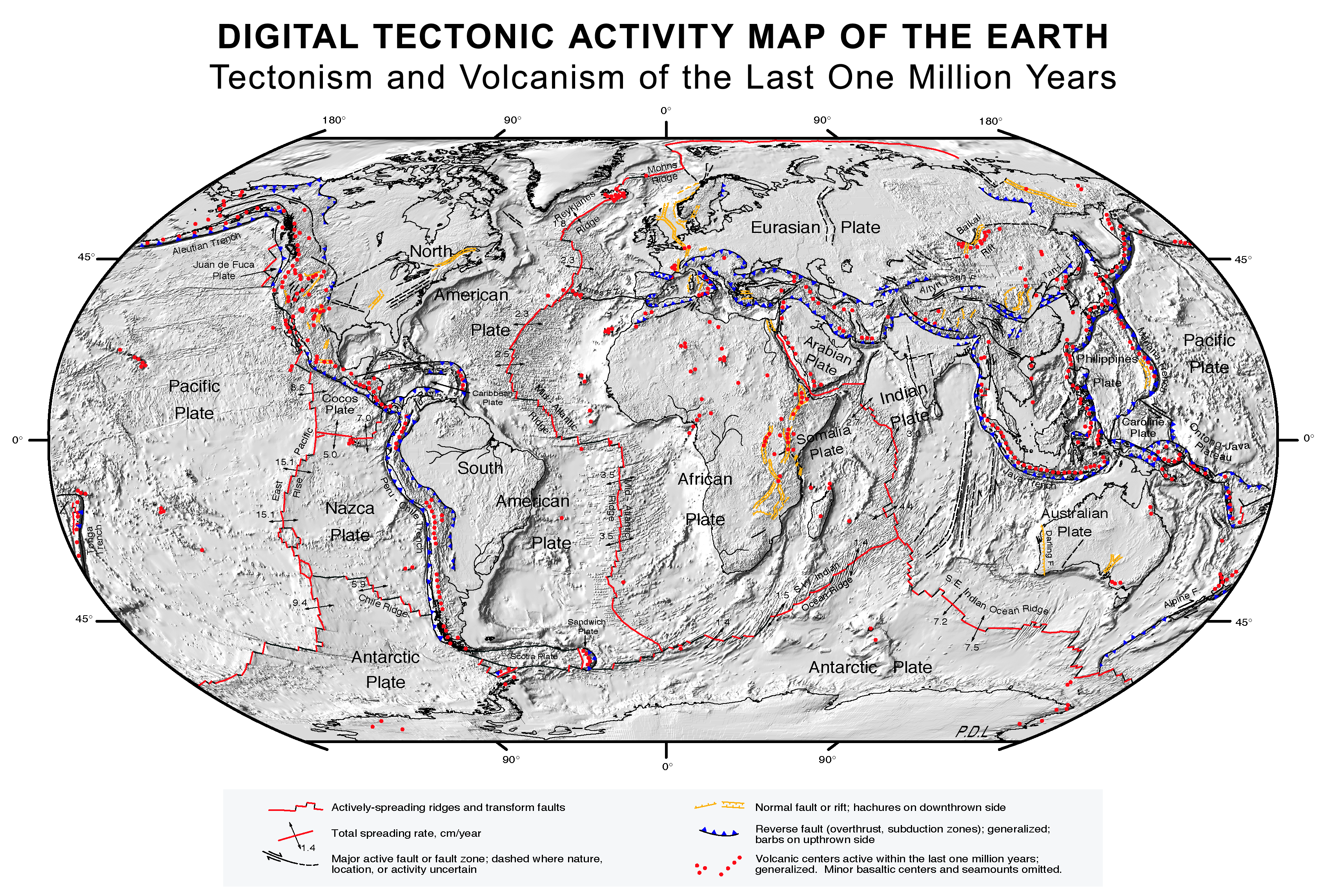
خريطة مفصّلة توضح البراكين النشطة خلال المليون سنة الماضية

تتضمن هذه القوائم البراكين حسب النوع والموقع.

## حسب النوع
- بركان نشط
- قائمة البراكين خارج كوكب الأرض
- قائمة أكبر الانفجارات البركانية
- قائمة البراكين الدرعية
- قائمة البراكين الطبقية
- قائمة بحيرات الحفرة

## حسب الموقع

### أفريقيا
- قائمة البراكين في الجزائر
- قائمة البراكين في الكاميرون
- قائمة البراكين في الرأس الأخضر
- قائمة البراكين في تشاد
- قائمة البراكين في جزر القمر
- قائمة البراكين في جمهورية الكونغو الديمقراطية
- قائمة البراكين في جيبوتي
- قائمة البراكين في غينيا الإستوائية
- قائمة البراكين في إرتيريا
- قائمة البراكين في إثيوبيا
- قائمة البراكين في كينيا
- قائمة البراكين في ليبيا
- قائمة البراكين في مدغشقر
- توجد جميع البراكين في نيجيريا في هضبة بيو
- قائمة البراكين في ريونيون
- قائمة البراكين في رواندا
- يوجد بركان واحد في ساوتومي وبرنسيب هو بركان بيكو دي ساو تومي
- قائمة البراكين في جنوب إفريقيا
- قائمة البراكين في السودان
- قائمة البراكين في تنزانيا
- قائمة البراكين في أوغندا

### الأمريكتان
- قائمة البراكين في الأرجنتين
- قائمة البراكين في بوليفيا
- قائمة البراكين في البرازيل
- قائمة البراكين في كندا
- قائمة البراكين في الكاريبي
- قائمة البراكين في تشيلي
- قائمة البراكين في كولومبيا
- قائمة البراكين في كوستا ريكا
- قائمة البراكين في دومينكا
- قائمة البراكين في الكاريبي الهولندي
- قائمة البراكين في إكوادور
- قائمة البراكين في السلفادور
- قائمة البراكين في غرينادا
- يوجد في غواديلوب بركان واحد معروف هو لا غراند سوفرير
- قائمة البراكين في غواتيمالا
- قائمة البراكين في هاواي
- قائمة البراكين في هندوراس
- مونت بيليه
- قائمة البراكين في المكسيك
- قائمة البراكين في مونتسرات
- قائمة البراكين في نيكاراغوا
- قائمة البراكين في بنما
- قائمة البراكين في بيرو
- قائمة البراكين في سانت كيتس ونيفس
- قائمة البراكين في سانت لوسيا
- لا سوفريير (بركان)
- قائمة البراكين في الولايات المتحدة
- لا يوحد براكين معروفة في فنزويلا.[1]

### آسيا
- قائمة البراكين في أفغانستان
- قائمة البراكين في أرمينيا
- قائمة البراكين في أذربيجان
- قائمة البراكين في كمبوديا
- قائمة البراكين في الصين
- قائمة البراكين في الهند
- قائمة البراكين في إندونيسيا
- قائمة البراكين في إيران
- براكين اليابان
- قائمة البراكين في كوريا
- قائمة البراكين في ماليزيا
- قائمة البراكين في منغوليا
- قائمة البراكين في مينمار
- قائمة البراكين في باكستان
- قائمة البراكين في الفلبين
- قائمة الحرات في السعودية
- قائمة البراكين في سوريا
- قائمة البراكين في تايوان
- قائمة البراكين في تايلند
- قائمة البراكين في تركيا
- قائمة البراكين في فيتنام
- قائمة البراكين في اليمن

### أوروبا
- قائمة البراكين في أوروبا
- قائمة البراكين في فرنسا
- قائمة البراكين في ألمانيا
- قائمة البراكين في جورجيا
- قائمة البراكين في اليونان
- قائمة البراكين في آيسلندا
- قائمة البراكين في إيطاليا
- قائمة البراكين في هولندا
- قائمة البراكين في شمال مقدونيا
- قائمة البراكين في النرويج
- قائمة البراكين في بولندا
- قائمة البراكين في البرتغال
- قائمة البراكين في أيرلندا
- البركان الخامل الوحيد في رومانيا هو سيوماد.
- قائمة البراكين في روسيا
- قائمة البراكين في إسبانيا
- قائمة البراكين في المملكة المتحدة

### أوقيانوسيا والمحيطان الأطلسي والهادئ والقارة القطبية الجنوبية
- قائمة البراكين في أنتراكتيكا
- جزيرة أسينشين
- قائمة البراكين في أستراليا
- قائمة البراكين في فيجي
- قائمة البراكين في بولينيزيا الفرنسية
- قائمة البراكين في الأراضي الفرنسية الجنوبية والقطبية الجنوبية
- قائمة البراكين في نيوزيلندا
- قائمة البراكين في المحيط الهادي
- قائمة البراكين في بابوا غينيا الجديدة
- قائمة البراكين في جزر سليمان
- قائمة البراكين في جزر ساندويتش الجنوبية
- تريستان دا كونا
- قائمة البراكين في تونغا
- قائمة البراكين في فانواتو
- قائمة البراكين في جزر واليس
- قائمة البراكين في ساموا

## أنظر أيضاً
- برنامج البراكين العالمي التابع لمؤسسة سميثسونيان

## روابط خارجية
- البرنامج العالمي للبراكين
  - الانفجارات الحالية
- عالم البركان
- صور البركان حسب البلد (geographic.org)